# Meesia stygia
Meesia stygia là một loài Rêu trong họ Meesiaceae. Loài này được (Sw.) Brid. mô tả khoa học đầu tiên năm 1803.